# Общий, Димитрий
Димитрий Общий (настоящие имя и фамилия — Димитър Николов (Николич), болг. Димитър Общи; около 1835, Джяковица, Метохия, Османская империя − 1873, София) — болгарский революционер, интернационалист. Борец за освобождение от османского ига Болгарии, Сербии, Крита, участник Рисорджименто.

## Биография
Получил только начальное образование. В 1862 году вступил в Болгарскую легию, созданную в Белграде эмигрантами для борьбы с османским оккупационным режимом. Прошёл военную подготовку, там познакомился и на всю жизнь подружился с Василом Левским, вместе с которым воевал против вторжения османов в Сербию. В апреле 1868 года, после того как сербские власти разогнали болгарский легион, уехал из страны и присоединился к итальянскому революционеру Джузеппе Гарибальди. Позже принимал участие в восстании на Крите (1866—1869).
В 1869 году стал одним из основателей Болгарского революционного центрального комитета в Бухаресте.
В июне 1871 года он был отправлен в Османскую Болгарию в качестве первого заместителя Левского.
Был душой известного в истории болгарских восстаний «Арабаконашского события» (нуждаясь в средствах для вооружения населения, Димитрий Общий ограбил правительственный турецкий почтовый конвой, перевозивший крупную денежную сумму). Исполняя решение центрального комитета, Димитрий Общий убил диакона Паисия, обвинявшегося в предательстве. Турецкое правительство, узнав о его участии в «Арабаконашском событии», заключило его в тюрьму. На суде Димитрий Общий держал себя твёрдо, оставаясь верным данной клятве молчать, но когда его начали подвергать пыткам, он раскрыл все планы революционного комитета, что привело к большому числу арестов и гибели подпольной сети. Он был приговорён к смерти и повешен в Софии 10 января 1873 года. Через месяц та же участь постигла и В. Левского.
Художественный образ Димитрия Общего описан в романе «Возвышение» Милена Рускова, посвящённом периоду болгарского Возрождения, за который автор был награждён в 2014 году Национальной литературной премией им. Христо Данова.

## Источник
- Общий, Димитрий // Энциклопедический словарь Брокгауза и Ефрона : в 86 т. (82 т. и 4 доп.). — СПб., 1890—1907.